# Конце, Александр
Александр Кристиан Леопольд Конце (нем. Alexander Christian Leopold Conze; 10 декабря 1831, Ганновер — 19 июля 1914, Берлин-Груневальд) — немецкий археолог, исследователь античности. Директор Берлинского музея скульптуры.

## Биография
Александр Конце с юности проявлял интерес к произведениям искусства и классической античности. С 1851 года изучал право в Гёттингенском университете, но под влиянием Фридриха Визелера обратился к классической филологии. Затем переехал в Берлин и поступил в университет (в то время Университет имени Фридриха Вильгельма).
В 1855 году в Берлине Александр Конце получил докторскую степень за диссертацию, выполненную под руководством Эдуарда Герхарда «О живописных изображениях души» (De Psyches imaginibus quibusdam). Сам Конце называл своими учителями Эдуарда Герхарда, Августа Бекха, Эрнста Курциуса, Вильгельма Генриха Ваагена, Карла Хаупта, Карла Бёттихера, Адольфа Тренделенбурга, Карла Фердинанда Ранке, Карла Риттера и Карла Рихарда Лепсиуса. В Берлинской академии искусств он также слушал лекции Губерта Штира по археологии и архитектуре. Принимал участие в анатомических опытах под руководством Эмиля дю Буа-Реймона.

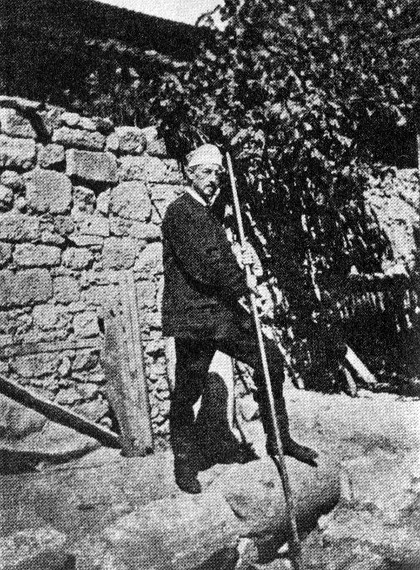
A. Конце во время раскопок на Самофракии. 1870-е гг.

В 1863 году Александр Конце стал адъюнкт-профессором Университета в Галле, в 1869—1877 годах работал профессором археологии в Венском университете, где руководил вновь созданной кафедрой до 1877 года. В 1873 и 1875 годах вместе с Георгом Ниманом и Отто Бенндорфом проводил археологические исследования на Самофракии. В 1876 году в Венском университете вместе с Отто Хиршфельдом организовал археолого-эпиграфический семинар, а также наладил выпуск «Сообщений семинара» (Epigraphisch-Archäologische Mitteilungen).
В 1877 году Конце был назначен директором Музея скульптуры в Берлине, который позднее стал называться «Античным собранием». В 1871 году состоялась первая официальная немецкая археологическая экспедиция в Пергам под руководством Эрнста Курциуса и Фридриха Адлера. В 1878 году Александр Конце использовал всё своё влияние в Берлине, чтобы обеспечить финансовую поддержку раскопок Пергамского алтаря под руководством архитектора и археолога Карла Хумана.
С 1887 года Конце возглавлял Генеральный секретариат Немецкого археологического института (Deutsches Archäologisches Institut). Он был членом Прусской, Баварской и Гёттингенской научных академий.
Конце скончался в 1914 году на своей вилле в Груневальде на Вангенхаймштрассе 17 и был похоронен на кладбище Груневальд.
Дочь Александра Конце — известный борец за права женщин Эльсбет Крукенберг-Конце, внук — социолог и историк Вернер Конце; ещё один внук — командир бригады СС и генерал-майор Ваффен-СС Густав Крукенберг.

## Основные работы
- Путешествие на острова Фракийского моря (Reise auf den Inseln des Thrakischen Meeres). 1860
- О важности классической археологии. Инаугурационная лекция, прочитанная в Венском университете 15 апреля 1869 года (Ueber die Bedeutung der classischen Archaeologie). 1869
- Вклад в историю греческой скульптуры. С одиннадцатью гравюрами, в основном по слепкам из археологического музея Королевского университета Галле-Виттенберг, нарисованными и литографированными Германом Шенком (Beiträge zur Geschichte der griechischen Plastik. Mit XI Tafeln, meistens nach Abgüssen des archäologischen Museums der kgl. Universität Halle — Wittenberg gezeichnet und lithographiert von Hermann Schenck). 1869
- К истории истоков греческого искусства. В кн.: Отчёты заседаний Императорской Академии наук. Философско-исторический класс. В 5-ти частях (Zur Geschichte der Anfänge griechischen Kunst). 1870—1877
- Герои и боги в греческом искусстве. В 2-х частях (Heroen- und Götter-Gestalten der griechischen Kunst). 1874—1875
- В соавторстве с Алоисом Хаузером и Георгом Ниманом: Археологические исследования. 2 тома (Archaeologische Untersuchungen). 1875—1880
- Тесей и Минотавр (программа заседания Берлинского археологического общества в честь И. И. Винкельмана (Theseus und Minotaurus. Programm zum Winckelmannsfeste der Archäologischen Gesellschaft zu Berlin). 1878

## Память

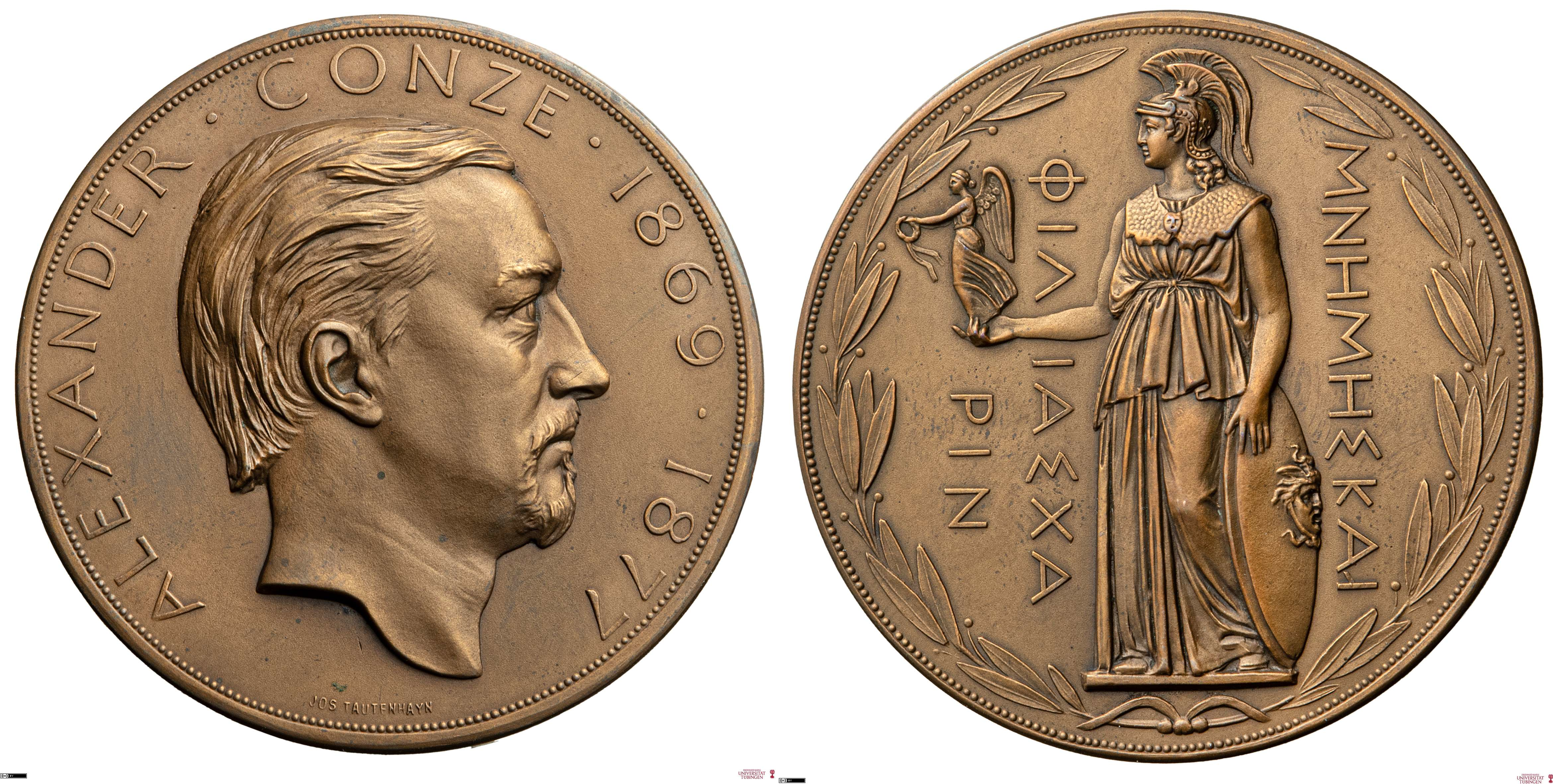
Медаль А. Конце. 1877. Даты: 1869 и 1877. На реверсе изображена Афина Парфенос со статуэткой Ники в руке

В 1877 году монетный двор Германии выпустил медаль c профилем Александра Конце, заказанную друзьями и студентами по случаю переезда учителя из Вены в Берлин и разработанную венским скульптором-медальером Йозефом Таутенхейном.
Адольф Брютт в 1905 году создал портретный мраморный рельеф Александра Конце для конференц-зала Немецкого археологического института в Берлине. В 1912 году Фриц Климш выполнил бронзовый бюст учёного.